# 屈生武
屈生武（1954年8月—），中华人民共和国政治人物、外交官。
2008年，接替趙五一，担任中华人民共和国驻玻利维亚大使。2010年，接替李仲良，担任中华人民共和国驻烏拉圭大使。

## 荣誉

### 外国勋章奖章
- 安第斯雄鹰大十字勋章（玻利维亚，2010年10月5日于拉巴斯颁发[2]）